# Patrick Rödel
Pour les articles homonymes, voir Roedel.
Patrick Rödel, né en 1941 à Bordeaux,, est un philosophe et écrivain français.

## Présentation
Normalien (entré à l'École normale supérieure de la rue d'Ulm en 1963) et agrégé de philosophie, il a notamment été titulaire de la chaire de philosophie en hypokhâgne et en khâgne au lycée Michel-Montaigne de Bordeaux. Il a publié plusieurs ouvrages de littérature, ainsi qu'une biographie imaginaire de Spinoza, dont le plagiat a valu à Alain Minc une condamnation par le tribunal de grande instance de Paris,.

## Œuvres
- Les petits papiers d'Henri Guillemin, éditions Utovie, 2015
- Hommage à Florentino Esteban dit Paco et autres nouvelles, éditions Confluences, 2015
- Le Livre du cèpe, éditions Confluences, 2005.
- Le Coiffeur du Splendid Hôtel, éditions Confluences, 2003.
- Marguerite et Salomé, éditions Confluences, 2001.
- Pour solde de tout compte, éditions du Passant, 2000.
- Spinoza ou le masque de la sagesse, éditions Climats, 1997.
- Le Lycée Montaigne, avec Michel Pétuaud-Létang, éditions Confluences, 1996.
- L’Été d’Elsa, éditions du Tournefeuille, 1996.
- La Maison blanche de la rue Dubarry, éditions du Tournefeuille, 1995.